# Oost, west, thuis best
Oost, west, thuis best is een kunstwerk uit 2007 gelegen op de rotonde Rietlaan/Laan van Welhorst in de plaats Hendrik-Ido-Ambacht. Het is een werk van de Hagenaar Aris de Bakker.
Op de rotonde staan dertien alledaagse kleurrijke 'voorwerpen' in een mini-landschap. De omwonenden werden nauw bij het kunstproject betrokken.